# Société d'investissement
Une société d'investissement (société de gestion et de portefeuille) est un organisme de placement qui a la forme d'une société anonyme ou d'une société en commandite par actions. Elle a donc une personnalité juridique, contrairement à un fonds de placement. Cette société détient des participations dans d'autres sociétés.
Une société d'investissement peut être nationale ou internationale, et plus ou moins diversifiée, selon les secteurs d'activité dans lesquels elle investit. Les sociétés d'investissement sont conçues pour des investissements à long terme et non pour des opérations à court terme.
Elles ne comprennent pas les sociétés de courtage, les compagnies d'assurance ou les banques.
Les sociétés d'investissement investissent de l'argent pour le compte de leurs clients qui, en retour, partagent les profits et les pertes. Chaque actionnaire de la société d'investissement reçoit un nombre de parts proportionnel au capital qu'il apporte ; les revenus encaissés par la société d'investissement sont soit distribués (c'est-à-dire qu'ils servent à rémunérer ces actionnaires), soit réinvestis.
Le capital des sociétés d'investissement peut être fermé, peu d'informations sur ces firmes étant alors disponibles. Si ce sont des sociétés ouvertes, cotées en Bourse, elles doivent se plier aux normes de divulgations d'information aux actionnaires en vigueur dans le pays où elles sont cotées.
Les sociétés d'investissement ne doivent pas être confondues avec les plateformes d'investissement comme eToro, Robinhood ou Fidelity, qui sont des services ou des outils numériques permettant aux investisseurs d'accéder à divers instruments financiers et de les gérer.

## États-Unis
Aux États-Unis, les sociétés d'investissement sont réglementées par la Securities and Exchange Commission et doivent être enregistrées en vertu de l'Investment Company Act (en) de 1940.
Dans la législation américaine sur les valeurs mobilières, il existe au moins trois types de sociétés d'investissement :
- Société d'investissement à capital variable (fonds communs de placement)
- Société de certificats de valeur faciale : très rares.
- Société de gestion
- Société d'investissement à gestion fermée (fonds à capital fixe)
- UIT (unit investment trusts) : ils n'émettent que des parts rachetables.
- Fonds négociés en bourse (ETF)[3]

Un type majeur de société non couvert par l'Investment Company Act (en) de 1940 est constitué par les sociétés d'investissement privées, qui sont simplement des sociétés privées qui font des investissements dans des actions ou des obligations, mais qui sont limitées à moins de 250 investisseurs et qui ne sont pas réglementées par la SEC. Ces fonds sont souvent composés d'investisseurs très fortunés.
Les sociétés d'investissement qui choisissent de s'enregistrer en vertu de l'Investment Company Act (en) de 1940, ou tout fonds d'investissement soumis à une réglementation similaire dans une autre juridiction, sont considérés comme des fonds réglementés. Leurs investisseurs bénéficient de certaines protections et d'une certaine surveillance. Les fonds réglementés sont normalement soumis à des restrictions concernant les types et les montants des investissements que le gestionnaire du fonds peut effectuer. En règle générale, les fonds réglementés ne peuvent investir que dans des titres côtés en bourse et pas plus de 5 % du fonds ne peut être investi dans un seul titre. La majorité des sociétés d'investissement sont des fonds communs de placement, tant en termes de nombre de fonds que d'actifs.

## Fonds réglementés
L'Association internationale des fonds d'investissement (International Investment Funds Association, ou IIFA) définit les fonds réglementés comme des véhicules d'investissement collectif de type ouvert soumis à une réglementation de fond. Les fonds ouverts permettent aux investisseurs d'acheter de nouvelles actions ou de racheter des actions existantes sur demande.
Aux États-Unis, les fonds réglementés comprennent non seulement les fonds communs de placement ouverts et les fonds négociés en bourse, mais aussi les fonds communs de placement et les fonds à capital fixe.
En Europe, les fonds réglementés englobent les OPCVM (organismes de placement collectif en valeurs mobilières) tels que les ETF (fonds négociés en bourse) et les fonds du marché monétaire, ainsi que les fonds d'investissement alternatifs connus sous le nom de fonds alternatifs (en anglais hedge funds).
Dans de nombreux pays, les fonds réglementés peuvent également inclure des fonds institutionnels limités aux investisseurs non commerciaux, des fonds offrant des garanties sur le capital et des fonds immobiliers ouverts investissant directement dans des actifs immobiliers.

## Histoire
Les origines des sociétés d'investissement remontent à la fin des années 1700 en Europe, lorsqu'un marchand hollandais a créé l'une des premières fiducies d'investissement pour permettre aux petits investisseurs de mettre leur argent en commun et de le diversifier,. Dans les années 1800, en Angleterre, la « mise en commun des investissements » a vu le jour avec des fiducies dont la structure ressemblait à celle des fonds d'investissement modernes. Par exemple, le Foreign and Colonial Government Trust, créé à Londres en 1868, a permis aux petits investisseurs de bénéficier des avantages de la diversification, auparavant réservés aux riches.
Le Scottish American Investment Trust, fondé en 1873, a été l'un des premiers fonds à investir dans des titres américains et à contribuer au financement de l'économie américaine après la guerre civile. Cela a permis d'établir un lien entre les modèles de fonds britanniques et les marchés américains. Le premier fonds commun de placement, ou fonds à capital variable, a été introduit à Boston en 1924 par le Massachusetts Investors Trust. Ce fonds a introduit des innovations importantes telles que l'offre continue d'actions, le rachat d'actions et des politiques d'investissement claires.
Le krach boursier de 1929 et la Grande Dépression ont temporairement entravé les fonds d'investissement. Mais les nouvelles réglementations sur les valeurs mobilières des années 1930, comme la loi sur les valeurs mobilières de 1933, ont rétabli la confiance des investisseurs. De nombreuses innovations ont ensuite conduit à une croissance régulière des actifs et des comptes des sociétés d'investissement au cours des décennies.

## Offres publiques d'achat
Les sociétés d'investissement peuvent parfois prendre part à des offres publiques d'achat (OPA) hostiles, ou non sollicitées sur des sociétés cotées en bourse en offrant aux actionnaires une plus-value, parfois importante, afin de les inciter à déposer leurs actions. Lorsque la transaction est complétée, la cote est retirée de la bourse et le bilan et les états financiers sont intégrés à ceux de l'acquéreur.
Ainsi, en 2006, une importante lutte a eu lieu au Canada, pour l'achat de la minière Falconbridge, par la canadienne Inco Ltd, surenchérie hostilement par le conglomérat anglo-suisse Xstrata. Phelps Dodge, géante américaine entra dans la danse en voulant damner le pion à Xstrata, en acquérant Falconbridge et Inco Ltd, menant à une fusion à trois. Les secteurs des ressources naturelles ou de l'énergie sont des terrains florissants pour les sociétés d'investissements. On voit aussi apparaître de nouveaux acteurs chinois ou indiens comme dans le cas Mittal Steel-Arcelor.

## Quelques sociétés d'investissements notables
- Alpine Select
- Berkshire Hathaway
- BlackRock
- Butler Capital Partners
- CPR Asset Management
- Colony Capital
- Eurazeo
- Groupe Carlyle